# Mayu Mukaida
Mayu Mukaida (向田 真優; Yokkaichi, 22 de junho de 1997) é uma lutadora de estilo-livre japonesa, campeã olímpica.

## Carreira
Mukaida participou dos Jogos Olímpicos de Verão de 2020 em Tóquio, onde participou do confronto de peso galo, conquistando a medalha de ouro após disputa contra a chinesa Pang Qianyu.